# Erik Jan Hammarberg
Erik Jan Hammarberg, född 16 januari 1824 vid Lögdö bruk, död 12 december 1881 vid Sundsbruk, var en svensk företagsledare.
Erik Jan Hammarberg var son till smeden Isac Hammarberg. På grund av fysiskt handikapp fick Hammarberg arbete vid kontoret vid Vivstavarv. Där uppmärksammades han av direktören för sin arbetsvilja och intelligens. Tanken var att flytta Hammarberg till en mer ansvarsfylld post – 1848 blev han bokhållare – men direktören avled 1855 innan planerna förverkligats. Hammarberg hade dock fått skolgång vid Sundsvalls läroverk och hade nu planer på att anlägga en ångsåg i Sköns socken. I Sundsvall lyckades han inte få tag i någon villig investerare så istället försökte han i Stockholm få Bernhard Almquist och Lars Johan Hierta intresserade. Senare trädde även Anders Petter Hedberg i Sundsvall in som finansiär. 
Hammarberg blev 1856 disponent vid den nystartade sågen vid Sund. Bernhard Almquists exportfirma blev ansvarig för att sköta transport och försäljning av trävarorna utomlands. Under Hammarbergs ledning växte företaget. Även om bruket råkade ut för svårigheter i samband med lågkonjunkturerna under hans period vid bruket, klarade man dessa bättre än många konkurrenter. 1863 köptes Lögdö bruk upp, varvid en del av järnverksdriften 1868 flyttades till Sund. 1875 ombildades Sunds ångsåg till Sunds aktiebolag med Hammarberg som verkställande direktör, en post han innehade fram till sin död. Hammarberg är gravsatt på Sköns kyrkogård.